# جون ك. ووكر
جون ك. ووكر (بالإنجليزية: John C. Walker)‏ هو سياسي أمريكي، ولد في 1950. حزبياً، نشط في الحزب الديمقراطي.